# Guldets forbandelse (film fra 1916)
 For alternative betydninger, se Guldets forbandelse. (Se også artikler, som begynder med Guldets forbandelse)
Guldets Forbandelse (originaltitel: A Sister of Six) er en amerikansk stumfilm i westerngenren fra 1916 instrueret af brødrene Chester M. Franklin og Sidney A. Franklin. Filmen havde Bessie Love i hendes første hovedrolle.
Filmen er anset tabt, da der alene er bevaret fragmenter af filmen.

## Handling
Den unge kvinde Prudence (spillet af Bessie Love) og hendes seks yngre søskende mister deres far, da han bliver dræbt af banditter. Prudence må påtage sig rollen som mor for sine søskende og flytter familien fra Syd-californien til New England for at bo hos en gammel onkel, der er sømand. Da de opdager, at der er fundet guld på det stykke land, som familien boede på i Californien, vender de alke tilbage for at kræve deres ret til guldet ved at tage kampen op med de banditter, der slog faren ihjel og overtog ejendommen. 

## Medvirkende i udvalg
- Ben Lewis som Amos Winthrop.
- Bessie Love som Prudence.
- Georgie Stone som Jonathan.
- Violet Radcliffe som Eli.
- Carmen De Rue som Priscilla.

## Udgivelse og modtagelse
Filmen modtog generelt positive anmeldelser og særlig børneskuespillerne blev rost. Selv om Bessie Loves skuespillerpræstation blev rost, blev det bemærket, at hun endnu ikke var var en publikummagnet.